# Andrew Privett
Andrew Privett (Fallston, 2 agosto 2000) è un calciatore statunitense, attaccante del Charlotte FC.

## Carriera
Privett ha iniziato a giocare a calcio con i Baltimore Armour per poi passare, una volta iscritto all'Università statale della Pennsylvania, alla squadra locale dei Penn State Nittany Lions. Nel periodo universitario ha giocato anche con le maglie di Ocean City Nor'easters e Christos FC in USL League Two.
Il 22 dicembre 2022 è stato selezionato dal Charlotte FC nel SuperDraft ed il 24 febbraio 2023 ha firmato ufficialmente un contratto professionistico.Inizialmente assegnato ai Crown Legacy FC, ha debuttato il 26 marzo nell'incontro di MLS Next Pro perso ai rigori contro l'Huntsville City
Il 26 maggio seguente ha debuttato in prima squadra nell'incontro valegole per i sedicesimi di finale di Lamar Hunt U.S. Open Cup vinto 4-1 contro il S.G. Tormenta ed il 26 luglio ha debuttato in MLS nell'incontro perso 2-0 contro il CF Montréal.

## Statistiche

### Presenze e reti nei club
Statistiche aggiornate al 10 novembre 2024.
| Stagione        | Squadra                | Campionato      | Campionato | Campionato | Coppe nazionali | Coppe nazionali | Coppe nazionali | Coppe continentali | Coppe continentali | Coppe continentali | Altre coppe | Altre coppe | Altre coppe | Totale | Totale | Totale |
| Stagione        | Squadra                | Comp            | Pres       | Reti       | Comp            | Pres            | Reti            | Comp               | Pres               | Reti               | Comp        | Pres        | Reti        | Pres   | Reti   |        |
| --------------- | ---------------------- | --------------- | ---------- | ---------- | --------------- | --------------- | --------------- | ------------------ | ------------------ | ------------------ | ----------- | ----------- | ----------- | ------ | ------ | ------ |
| 2021            | Ocean City Nor'easters | USL2            | 1          | 0          |                 | -               | -               |                    | -                  | -                  |             | -           | -           | 1      | 0      |        |
| 2022            | Christos FC            | USL2            | 3          | 0          |                 | -               | -               |                    | -                  | -                  |             | -           | -           | 3      | 0      |        |
| 2023            | Crown Legacy FC        | MNP             | 8          | 0          |                 | -               | -               |                    | -                  | -                  |             | -           | -           | 8      | 0      |        |
| 2023            | Charlotte FC           | MLS             | 13         | 0          | USCup           | 1               | 0               |                    | -                  | -                  | LC          | 5           | 0           | 19     | 0      |        |
| 2024            | Charlotte FC           | MLS             | 30+2       | 0          |                 | -               | -               |                    | -                  | -                  | LC          | 2           | 0           | 35     | 0      |        |
| Totale carriera | Totale carriera        | Totale carriera | 57         | 0          |                 | 1               | 0               |                    | -                  | -                  |             | 7           | 0           | 65     | 0      |        |